# Битва при Мардии
Битва при Мардии, также известная как Битва при лагере Мардиенис или Битва при лагере Ардиенис — сражение между римскими императорами Константином I и Лицинием. Предположительно состоялось в районе нынешнего болгарского города Харманли в конце 316 — начале 317 года.

## Предыстория
Военные действия между Константином и Лицинием начались в 316 году, когда принадлежащий последнему Балканский полуострова был атакован с запада. После поражения в битве при Цибале 8 октября 314 года (или в конце 316 года) Лициний бежал в Сирмий, а оттуда к Адрианополю. где собрал вторую армию под командованием Валерия Валента, которого повысил до титула августа. Одновременно он пытался заключить мир с Константином, но тот на фоне победы и назначения Валента отказался.

## Битва
Пройдя через Балканские горы, Константин разместил свой лагерь у Филипп или Филипполиса. После этого он повёл большую часть своей армии на силы Лициния. В завязавшемся сражении обе стороны понесли тяжёлые потери, только темнота заставила прекратить бой. Войска Лициния, построенные в две линии, были вынуждены сражаться на два фронта, когда пятитысячный отряд из войск Константина обошел их с тыла.
Ночью Лициний смог удержать свою армию от распада и отступил на северо-запад к Берое/Августе Траиане. Тем самым Константин вышел победителем, хотя и неочевидным.
Альтернативным место битвы считается бассейн реки Ардас в нескольких километрах юго-восточнее Адрианополя (античный Гарпессос), являющийся притоком реки Марица.

## Последствия
Константин решив, что Лициний бежит в Византий для переправы в Малую Азию, начал преследование, из-за которого оказался между его войском и коммуникациями на западном побережье Босфора. Своей поспешностью император оказался в невыгодном положении. Однако противоборствующие стороны стремились к окончанию войны, и Лициний отправил к своему сопернику для ведения переговоров Местриануса. Но и в этот момент Константин затягивал переговоры, пока не осознал невозможность предугадать победителя при сохранении боевых действий. Главным аргументом для него стала весть о неожиданном рейде отряда противника, в ходе которого были захвачены его личные вещи.
1 марта 317 года (дата была намеренно выбрана Константином, так как в этот день его отец получил свой титул) в городе Сердика был заключён мирный договор: Лициний признавал верховенство Константина в совместном управлении империей, передавал ему большую часть Балканского полуострова (кроме Фракии). а также низложил и казнил Валента. Константин провозгласил себя и Лициния консулами, а их сыновья Крисп, Константин и Лициний стали цезарями. Подписанный мирный договор продлился семь лет.